# مروه ترزیوغلو
مروه ترزیوغلو (به انگلیسی: Merve Terzioğlu) (زادهٔ ۲۴ فوریهٔ ۱۹۸۷) شناگر اهل ترکیه است.